# Stanislav Tjertjesov
Stanislav Salamovitj Tjertjesov (ryska: Станислав Саламович Черчесов, ossetiska: Черчесты Саламы фырт Станислав, Tjertjesty Salamy fyrt Stanislav), född 2 september 1963 i Alagir, Nordossetiska ASSR, Ryska SFSR, Sovjetunionen (nuvarande Nordossetien, Ryssland), är en rysk (tidigare sovjetiska) fotbollstränare och före detta fotbollsspelare (målvakt). Han har varit förbundskapten för Ryssland.
I december 2021 anställdes Tjertjesov som ny huvudtränare i ungerska Ferencváros.